# Szamotuły
Szamotuły (in tedesco Samter) è un comune urbano-rurale polacco del distretto di Szamotuły, nel voivodato della Grande Polonia.
Ricopre una superficie di 175,07 km² e nel 2005 contava 28 553 abitanti.